# 울진-평해 전투
울진-평해 전투는 한국 전쟁 초기 1950년 6월 29일 ~ 7월 1일까지 울진 및 평해 일대에서 제8사단이 강릉에서 대관령 이서의 내륙으로 이동한 뒤에 울진에 이르기까지의 공백 지역을 남진한 북한군 제5사단에 대하여, 사단의 일부로써 초기 공격을 가한 일전인 동시에 평해선에서 전력을 일단 가다듬고 지연전으로 이행하는 첫 번째 작전이다.

## 배경
1950년 6월 25일 육군본부의 긴급 명령으로 제22연대를 수도 외곽 전선에 급거 출동시킨 제3사단은 잔류 기간 1개 연대와 배속 받은 2개 특수대대로써 동해안 해변을 담당하게 되었으니.
지구의 전 전력에 대하여 열세를 면치 못하는 사단의 전력은 마치 계란으로 바위 치는 것과 다름없는 절박한 상황에 지나지 않았다. 그런데, 사단은 북한군의 남침을 예지하지 못한 가운데 6월 25일부터 태백산 이남지구의 공비 격멸에 착수할 출동준비를 서두르고 있었다.
즉, 6월 중순, 태백산 - 보현산 - 지리산에 걸친 영·호남의 일부지역에는 남아있는 공비와 리승엽 대장이 이끄는 남파 유격대 30개 조가 합류하여, 540명으로 추산되는 병력을 유지하고 있었는데, 육군본부는 이 공비를 소탕하기 위하여, 6월 24일에 출동부대의 작전회의를 진주에서 개회하였다.
작전국장인 강문봉 대령의 주관으로 소집된 이 회의에는 제3사단장 유승열 대령, 동 작전참모 장송주 소령, 제5사단 참모장 박명권 대령, 독립 제1대대장 김종순 중령, 영등포학원 부대장 홍성준 소령, 경찰부대 대표 등이 참석하였는데, 제3사단은 태백산 - 보현산지구를 담당하여, 지리산지구를 담당한 타 부대와 함께, 6월 25일 05:00부터 일제히 출동할 예정이었다.
그러나, 북한의 전면남침으로 이 작전을 중지하고 정규전에 대응케 된 사단은 이날 11:00에 하달된 육군본부의 『1개 연대를 6월 26일 05.00까지 서울에 차출하여 수도경비 사령부에 배속케 하라.』하는 긴급명령(육본작명 제 93호)으로 제22연대의 2개 대대를 사단 참모장인 우병옥 중령의 지휘 하에 선발시켰으며, 6월 26일에는 잔여 1개 대대를 연대장인 강태민 중령의 지휘 하에 뒤따라 출동시키는 긴급조치를 취하였다.
이로써 제23연대의 1개 연대만을 사단 기간으로 보유하게 된 사단장 유승열 대령은 독립 제 1대대 및 영등포학원의 배속을 육군본부에 요청하는 동시에 제23연대장 김종원 중령으로 하여금, 마산 등 각지에 분산 배치중인 병력을 부산으로 집결시켜 출동명령에 대비토록 하였다.

### 작전계획
동해안의 요충지인 강릉을 초기에 빼앗긴 것은 사단의 방어 정면에 대한 북한군 제5사단의 압력을 가중케 하였으며, 해안본도에 대한 저지선의 전진 극편을 가속케 하였다.
강릉 정면의 38도 분계선을 담당하였던 제8사단은 북한군에 의하여 중요 전선이 돌파당할 경우에는 인구리(주문진 북쪽 10km) - 만월산(623고지) - 어성전리(인구리 서쪽 11km) 선에서 그 주력을 파악하고, 주문진(강릉 북쪽 17km) - 여곡천(주문진 남쪽 7km)간에서 그 잔여 세력을 포착 섬멸함으로써 관동 요역인 강릉을 고수할 뿐만 아니라 공세 이전의 호기를 잡으려던 것이었으나, 전세가 불리하여 사단의 주력을 대관령 이서의 내륙방면으로 전진시키지 않을 수 없게 되었으므로, 강릉 이남의 해안은 방벽 없는 공백지역으로 개방하는 셈이 되고 말았다.
이에 제3사단장은 상황 전반을 종합 분석한 결과, 울진 부근에서 북한군을 최초로 포착하게 될 것이라고 판단하여, 제 23연대로써 제1차 저지선을 급편케 하기로 결심하였는데, 이 결심은 다음 두 가지의 주된 이유로써 이루어진 것이다.
첫째, 강릉 이남의 해안에 있어서 우선 삼척 방어가 고려되었으나, 죽변(울진 북쪽 7km) 이북의 임원진리 및 정동진리에 이미 해상 잠입한 북한군 공격병력으로 인하여, 저지선의 개편이 저해될 것이며, 둘째, 북한군 제5사단 주력의 도보행군과 우리의 차량기동력을 감안함에 울진 부근에서 조우하게 될 공산이 컸기 때문이다.
사단 작전 명령으로 6월 28일에 부산을 출발한 제 23연대는 열차편으로 대구를 경유하여, 6월 29일 10:00에 포항에 집결하였는데, 연대장 김종원 중령은 다시 박재열 소령이 이끄는 제1대대를 차량편으로 선발 출발하게 하고 백기천 소령이 이끄는 제2대대 및 허형순 소령이 이끄는 제3대대를 역시 차량으로 동일 15:00에 뒤따르게 하였다.
또한 사단장은 김종순 중령이 이끄는 독립 제1대대 및 홍성준 소령이 이끄는 영등포학원을 동일 17:00까지 포항에 집결시켜, 제 23연대 출동 후의 전황변동에 대비토록 하였는데, 이 2개 대대의 포항집결은 사단 미 고문관 롤린스 S. 엠메리치(Rollines S. Emmerich) 중령의 주장이 크게 작용한 것이었다.
즉, 사단장은 6월 28일부로 양 대대를 배속받자, 사단 주력의 출동 뒤에 대구와 부산 일원의 후방 경비를 고려치 않을 수 없으므로 두 지역에 각각 배치하려고 하였으나, 제23연대를 엄호함이 더욱 시급하다는 엠메리치 중령의 의견을 받아들여, 양 대대로 하여금 긴급출동을 대기토록 한 것이다.

## 전투 과정
제23연대장 김종원 중령은 3개 대대를 출동시킴에 있어, 북한군의 정세를 정확히 파악할 길이 없으므로 막연한 느낌이었으나, 북한군 제5사단의 주력이 울진을 공격하기 전에 이를 선점확보하기로 결심하고, 연대 작전명령으로써 각 대대의 임무를 부여하였는데 그 요지는 다음과 같다.
| 연대 작전명령 |
| ①연대는 울진에서 적을 포착 섬멸하려 한다. ②제1대대는 6월 29일 17:00까지 울진을 점거하라. ③제2대대를 동일 20:00까지 읍남리 부근으로 진출하라. ④제3대대는 동일 20:00까지 수산리 부근으로 진출하라. ⑤연대 지휘소는 동일 20:00부터 노음리에 주둔할 것이다. 제23연대장 중령 김종원 |

이로써 연대는 사단에서 차출한 징발트럭으로 영덕 - 영해 - 평해를 거쳐, 울진을 향하여 북쪽으로 이동하게 되었다.
그런데 연대는 이 출동에 앞서, 육군본부 작전명령으로 6월 25일에 서울로 긴급출동한 제22연대에 1개 대전차포 중대와 2개 중화기 중대를 차출하였으므로 화력의 약화를 면치 못하고 있는 실정이었으니, 연대의 긴급출동은 다급한 미봉책에 지나지 않는 것이었다.
이러한 가운데, 연대 주력에 앞서 출발하게 된 제 2대대장 박재열 소령은 당초부터 확신있는 작전계획을 세우지 못하였다. 울진을 목표로 하면서도 어디서 어떤 규모의 적과 부딪치게 될 것인지 전혀 예측할 수가 없기 때문이다.
그러므로 대대 이동의 전진로에 대한 정세탐색이 필요하다고 판단하여, 지용태 중위가 이끄는 제1중대를 1km 전방에 앞세웠는데, 수산리(울진 남쪽 2km) 어귀에서 최초의 북한군의 정세를 보고 받았다.
즉, 제1중대장 지용태 중위가 피난민과 일부 주민들이 제보하는 6월 29일 현재의 울진상황을 종합하여 시가지에는 이미 북한군의 일부가 잠입하고 있음을 확인하고, 대대장에게 보고하였던 것이다.
이에 대대장은 수산리에 대대본부를 설치하고, 연대장에게 적 정세를 보고한 다음 각 중대를 수산리 서북쪽 140고지에 배치하여, 해안을 경계하면서 연대 주력의 진출을 기다리기로 하였다. 이 고지는 남대천(북쪽)과 왕피천 사이에 끼어있으며 그 동선을 따라 해안 길이 남하하며, 북선을 휘감고 동류하는 남대천의 지류 너머로 울진교를 비롯한 시가지를 한 눈에 볼 수 있으므로, 저지선 개편 때 착공되었다.
제1대대장의 북한군 정세 보고는 연대장 김종원 중령에게 적지 않은 충격이었는데 울진에 침입한 적이 북한군 제 5사단의 주력이 아니라, 해안선으로 상륙한 일부라 할지라도, 성급한 직접대응은 병력의 손실을 자인하는 착오라고 판단하여서, 제1대대로 하여금 수산리의 현위치에서 대기토록 하고, 제2대대를 읍내리 부근에 배치하는 한편, 제3대대를 노음리에 집결시켜 왕피천 이남의 해안에 3km의 종심으로 급편토록 조치하였다. 이리하여 연대는 긴급출동과 동시에 울진을 확보하려던 당초의 계획을 크게 변동시켜, 다음 날인 6월 30일에도 북한군의 정세파악에만 골몰하고 있었다.
그런데, 이 날 07:00에 북한군 정세의 일부를 파악하여, 울진을 점거한 병력이 250명 안팍이 되는 것으로 추산할 수가 있었다. 즉, 수산리의 140고지에 배치된 권오봉 중위가 이끄는 제1대대의 2중대가 경계중인 해안을 따라, 접근하는 진격대원 12명을 포착, 10분간의 총격으로 2명을 사살하고 1명을 포위하여 심문한 결과, 다음과 같은 북한군 정세를 추정하게 된 것이다.
울진을 점거중인 북한군은 지난 6월 25일에 온양리로 투입한 여단 진격대의 일부로서 본래가 태백산 중으로 잠입한 뒤에, 북한군 제5사단의 주력이 도달할 때까지 이곳을 확보하려는 것이며, 국군의 반격에 대비하는 조치로서, 울진교를 비롯한 남대천 연안에 병력을 배치하고 있다는 진술이다.
연대장 김종원 중령은 그 사실 여부를 확인하기 위하여, 읍면리 부근의 제 2대대로 하여금, 울진 서북쪽으로 수색대를 파견케 하고, 수산리 부근의 제1대대로 하여금, 울진 남정면의 울진교를 중심으로 하는 남대천 연안의 수비상황을 탐색케 하였다.
이 수색으로 포로진술이 사실임을 확인하였을 뿐만 아니라, 특히 북한군 제5사단 주력이 전선에 출현하기까지에는 아직도 시간의 여유가 있는 것으로 판단하여, 이튿날 날이 밝기 전에 공격하기로 결심하고, 다음과 같은 연대 작명을 하달하였다.
| 연대 작명 |
| ①연대는 명 7월 1일 04:00부터 울진을 탈환하려 한다. ②제1대대는 울진교를 확보하는 즉시로 시가지에 돌입하여 그 중심부를 탈환 확보하라. ③제2대대는 고성리로 진출하여 울진 북쪽의 해안본도를 차단함으로써 적 주력의 남하를 저지하라. ④제3대대는 수산리로 이동하여, 별도 명령을 대기하라. ⑤연대본부는 제 3대대와 함께 수산리에 있을 것이다. 제23연대장 중령 김종원 |

이 연대 작전 명령과 같이 연대장은 울진 서쪽의 읍남리에 집결한 제2대대로 하여금, 측면공격을 가하게 하는 가운데, 제1대대로 하여금 울진의 남정면으로부터 주공을 지향케 하였으며, 제3대대를 연대예비로 배치하여 전황의 변화에 따라, 제1 및 2 양 대대를 지원토록 하였다.
특히, 제 2대대의 고성리(울진 시가지의 북선)진출은 북한군 제5사단 주력부대 진출에 대비함과 아울러, 울진 시가지의 적을 뒤에서 포위하는 이중의 목적을 지니는 것이었다.
그런데 연대장 김중원 중령은 이 연대 작전 명령을 하달함에 있어서 적어도 두 가지의 중대한 사실에 관하여, 신중한 고려를 하지 못한 점이 있다.
하나는 며칠 동안의 강우로 인하여 남대천 도강이 극히 어려워졌다는 사실이며 다른 하나는 북한군의 정규부대인 제 5사단 주력을 종전의 공비 정도로 생각하여 입산유격병력 정도로 파악하였다는 점이다.

## 결과 및 영향
제2대대의 한 초전상황에 비추어, 연대장 김종원 중령은 중요 지구의 방어개념을 시급히 수정 할 필요성을 절감하였다.
즉, 북한군 제5사단의 우세한 전력에 일방적으로 압도당하고 있는 상황하에서는 남대천 및 왕피천의 두 하류가 오히려 전선수습에 제약할 뿐만 아니라, 퇴로를 우회차단 당하여 병력손실을 가중케하는 역장애가 되는 것으로 판단한 것이다.
그러므로 울진 상실 뒤에 남대천을 방패삼아 일전을 행하려던 처음계획을 바꾸어, 제 1대대에 제 2대대의 철수를 엄호케 하되, 이날 12:00를 시한으로 전 병력을 왕피천 이남으로 수습하라는 작전 지시를 내림으로써, 왕피천 이남을 사실상 한 번의 전투도 없이 비어주는 결과가 되고 말았다.
그리고, 연대의 전선수습은 이날 중에 일단락 지어진 것은 아니었고 울진을 재 점령한 북한 제5사단의 10연대 기간이 승리의 여세를 몰아 포 지원하에 왕피천 남안으로의 진출을 꾀하였으므로 연대는 또 다시 제 3대대의 주진지마저 비워주는 바 되어, 제1 및 2 양 대대를 기성리(울진 남쪽 22km)에, 제3대대를 평해(기성리 남쪽 9km)에 각각 집결시켰으니, 그 일시는 7월 2일의 05:00였다.
이처럼 철수를 단행한 까닭은 첫째, 북한군 제5사단의 화력 및 SU-76 자주포로 인한 부대 사기의 저하를 감안한 것이며, 둘째로는 제 2대대가 입은 병력손실로 인하여 재편이 시급하였으며, 셋째로는 사단의 부원부대인 독립 제 1대대 및 영등포학원과의 합세가 이 곳에서 이루어질 것이기 때문이었다.
연대장 김종원 중령은 왕피천 선을 철수함에 앞서, 사단에 지원 병력을 요청하였는데, 사단장 유승열 대령은 이에 대하여, 양 부대를 연대에 배속시킴과 동시에 평해로 급히 파견하여, 수용진지를 개편하라고 명령하였던 것이다.
이로써, 연대는 제 2대대에 영등포학원을 편입시킴과 동시에 독립 제1대대로서 기성리 북쪽 3km의 무명고지에 내세워, 평해에서 제1 및 3대대의 병력을 재편하였다.